# Park Leopold
Park Leopold (francouzsky Parc Léopold, nizozemsky Leopoldspark) je veřejný anglický park v západní části belgické metropole Bruselu. Nachází se v Evropské čtvrti, východně od komplexu budov Evropského parlamentu. Sousedí také s budovou Evropské rady.
Park byl otevřen v roce 1880 po odstranění místní zoologické zahrady. Jeho dominantu představuje jezírko, které napájí potok Maalbeek. V parku se nacházelo několik budov škol a institutů, které dnes slouží buď pro potřeby Evropského parlamentu, nebo různých jiných mezinárodních institucí.
Park je otevřen každý den mezi 6 a 22 hodinou, na noc se zavírá.